# ミルクリーク (ワシントン州)
ミルクリーク（Mill Creek）は、アメリカ合衆国ワシントン州スノホミッシュ郡の都市である。人口は2万0926人（2020年）。シアトルの北東32キロメートルに位置している。

## 地理・気候
北緯47度51分42秒、西経122度12分16秒 (47.861763, -122.204408)に位置している。
アメリカ合衆国統計局によると、総面積9.2 km2 (3.6 mi2) である。すべてが陸地である。
- 山:
- 河川:
- その他:

## 人口
2000年国勢調査では、人口11,525人、4,631世帯、3,250家族が暮らしている。人口密度は1,246.5/km2 (3,231.3/mi2) である。515.8/km2 (1,337.1/mi2) の平均的な密度に4,769軒の住宅が建っている。この都市の人種的な構成は白人81.49%、アフリカン・アメリカン1.41%、ネイティブ・アメリカン0.43%、アジア12.64%、太平洋諸島系0.25%、その他の人種1.12%、混血2.65%である。この人口の3.25%はヒスパニックまたはラテン系である。
全世帯のうち、18歳未満の子供と同居している世帯が32.8%、夫婦のみの世帯が61.8%、未婚女性の世帯が5.9%であり、29.8%は家族を持たない。個人名義の世帯主が24.0%、そのうち65歳以上が8.2%である。世帯ごとの平均人数は2.48人、家族ごとの平均人数は2.98人である。
18歳未満の未成年が24.3%、18歳以上24歳以下が8.1%、25歳以上44歳以下が28.7%、45歳以上64歳以下が27.1%、65歳以上が11.7%、平均年齢は39歳である。女性100人に対して男性は93.8人である。18歳以上の女性100人に対して男性は91.6人である。
この都市の世帯ごとの平均的な収入は69,702 USドルであり、家族ごとの平均的な収入は87,263 USドルである。男性は59,070 USドルに対して女性は39,138 USドルの平均的な収入がある。この都市の一人当たりの収入 (per capita income) は36,234 USドルである。人口の3.0%及び家族の3.5%の収入は貧困線以下である。全人口のうち18歳未満の3.2%及び65歳以上の3.6%は貧困線以下の生活を送っている。